# Intercese
Intercese obecně označuje změnu závazku v osobě dlužníka (dojde-li ke změně věřitele, jde o cesi nebo subrogaci). Rozlišuje se intercese privativní (převzetí dluhu) a intercese kumulativní (přistoupení k dluhu). V českém právu je takto upravena v ustanoveních § 1888–1892 občanského zákoníku. 
V římském právu šlo také o veto držitele veřejného úřadu vůči rozhodnutí jiného magistráta.

## Římské právo
Intercese je v římském právu soukromém převzetí cizího závazku, děje-li se s očekáváním, že ten, koho závazek se vlastně týče, jej sám splní. Intercedent, totiž ten, kdo závazek přejímá, může převzít cizí dluh buď vedle vlastního dlužníka, nebo místo něho. Podle toho rozeznává se intercese kumulativní a privativní. Druhá se uskutečňuje hlavně novací (pasivní delegací), první hlavně rukojemstvím. Intercese je pojmem praktickým, neboť Senatus consultum Velleianum (46 po Kr.) a interpretace právnická stanovily za právo, že všechny intercese od osob ženského pohlaví jsou v zásadě právně neúčinné. Vůdčí myšlenkou k tomu bylo, že ženy vzhledem ke své nezkušenosti a dobromyslnosti mají být chráněny proti škodlivým následkům smluv, jimiž se zavázaly za jiného, očekávajíc, že samy nebudou muset zaplatit. Závazek ženy z intercese je neplatný ope exceptionis, ale tak, že nezbývá ani jako obligatio naturalis. V některých případech je výjimečně intercese pro ženu závaznou, jako když je věřitel od ženy oklamán nebo v jiném nezaviněném omylu nevěděl, že běží o intercesi ženy, podle obecného práva jmenovitě též, když žena se zavázala jako obchodnice.
Kromě toho v římském státním právu intercese, též intercesse, označuje zákrok, jímž římský úředník (magistratus) zakázal, vetoval výkon rozhodnutí jiného úředníka. Tento zákrok vyplývá z ius intercessionis, práva intercese, jehož mohl užít každý římský magistratus proti každému jinému magistratovi, který byl jeho kolegou v úřadě nebo zastával nižší magistraturu – tak např. konzul mohl intercedovat rozhodnutí druhého konzula, svého kolegy v úřadě, jakož i rozhodnutí kteréhokoli níže postaveného úředníka, např. praetora či quaestora; bylo možno uplatnit intercesi rovněž proti usnesení senátu. Tribun lidu pak, využívaje svého specifického postavení v politickém systému římské republiky, byl oprávněn použít intercese nejen proti ostatním tribunům lidu, ale proti všem římským magistratům bez ohledu na jejich postavení. Právo intercese sloužilo coby brzda možného zneužití široké výkonné moci, jíž římští magistrati disponovali.